# فرانسيسكو فلوريس بيريز
فرانسيسكو فلوريس بيريز (بالإسبانية: Francisco Guillermo Flores Pérez) (و. 1959 – 2016 م) هو سياسي من السلفادور .

## التعليم
تعلم في جامعة هارفارد.

## روابط خارجية
- فرانسيسكو فلوريس بيريز على موقع مونزينجر (الألمانية)